# Nat Murdo
Nat Murdo je izmišljeni lik iz stripa Zagor. Isprva je bio Zagorov neprijatelj ali je kasnije postao kostimirani zaštitnik siromašnih pod imenom Kapetan Midnight.

## Biografija lika
Murdo je Škot i odrastao je sa svojom daljom rođakinjom Emmom u mjestu Strathlaven. S vremenom je njihovo prijateljstvo izrodilo njegovu veliku ljubav prema njoj, toliko da ju je odlučio oženiti. No ona se udala za lorda Johna Frasera, škotskog plemića koji je jedan od rijetkih koji štiti seljake na svojim posjedima od nasilja britanskih vlasti. No Murdo, opsjednut Emmom, počeo je mrziti Frasera. No svoju je mržnju dobro skrivao i lord Fraser ga je postavio za nadglednika svog imanja. Kada je Lord Fraser s brodom Aurora nestao u potrazi za Sjeverozapadnim prolazom, nakon dvije godine čekanja, Emma je odlučila krenuti u potragu za njim, te je i Murdo krenuo s njom, ali da bi osigurao da se ovaj nikada ne vrati. U gradiću Port Whale u američkoj državi Maine, Emma je unajmila Golden Baby, brod kapetana Fishlega, kako bi krenula u potragu za mužem. Noć prije isplovljavanja, Murdo je ubio starog kapetana Martina, kako bi mu ukrao karte koje vode do Ledene sfinge, mitskog zlatnog rudnika na dalekom sjeveru. Na ekspediciju je pošao i Zagor te su on i Murdo tijekom jednog napada Eskima ostali odsječeni od ostatka ekspedicije. Murdo je pokušao ubiti Zagora, te je kasnije nabasao na pobunjenu posadu s Aurore, koja je napustila brod i smjestila se kod eskimskog plemena "Velikog kajaka" koje je živjelo kod Ledene Sfinge. Eskimi su uspjeli zapaliti Auroru i zarobiti Zagora, Frasera i njemu odane ljude, te im je Murdo otkrio da su Eskimi iz plemena potomci mornara kapetana Henryja Hudsona koje su pobunjenici s broda Discovery 1611. ostavili ondje, a da je Sfinga zapravo golemo Hudsonovo lice izrezbareno u stijeni.

## Zanimljivosti
- Kronološki, Nat Murdo se pojavljuje u epizodama:
  - Zagor, u izdanju Slobodne Dalmacije: 9 Nestali istrazivač, 10 Prolaz na sjeverozapad, 11 Artička sfinga, 12 Pobunjenici, 13 Aljaska, 14 Ratnici gromovnika, 17 Razbojnici, 18 Okršaj u Los Angelesu, 53 Otočka skupina, 54 Kapetan Midnight, 55 Povratak Nata Murda